# Wiglaf av Mercia
Wigláf var kung av Mercia mellan 827 och 829 och återigen 830 till sin död, år 839. 
Hans släktskap är oklart: 820-talet var en konfliktfylld period inom Mercias styre, och släktskapet för flera av kungarna vid denna tid är okänt. Wigláfs barnbarn, Wigstan, uppgavs senare höra till samma ätt som Penda, och således är det möjligt att även Wigláf var avkomling av Penda, en av de främsta kungarna under 600-talet i Mercia.